# Bet-at-home Cup Kitzbühel 2013
Bet-at-home Cup Kitzbühel 2013 — тенісний турнір, що проходив на ґрунтових кортах у місті Кіцбюель, Австрія з 29 липня. Належав до категорії ATP World Tour 250, був турніром серії Austrian Open Kitzbühel 2013 року.

## Фінальна частина

### Одиночний розряд
Марсель Гранольєрс —  Хуан Монако 0–6, 7–6(7–3), 6–4

### Парний розряд
Мартін Еммріх /  Крістофер Кас —  Франтішек Чермак /  Лукаш Длоуги 6–4, 6–3